# 集益乡 (汝城县)
集益乡为湖南省汝城县下辖乡，2012年4月由集龙乡与益将乡合并设立。新设集益乡行政区域为合并之前二乡行政区域，辖14个建制村、2个社区，总面积170.03平方公里，总人口1.33万人，乡政府驻益将墟（原益将乡政府驻地）。

## 行政区划
合并前的益将乡下辖桥头村、益将村、流溪村、腊岭村、远光村和山田村共计6行政村；集龙乡撤销前下辖园凼村、水南村、集龙村、联心村、庾龙村、刘村、联盟村、谭集村共计8个行政村。